# Dendroblatta callizona
Dendroblatta callizona är en kackerlacksart som beskrevs av Rehn, J. A. G. 1928. Dendroblatta callizona ingår i släktet Dendroblatta och familjen småkackerlackor. Inga underarter finns listade i Catalogue of Life.